# Santa Cruz de Yojoa
Santa Cruz de Yojoa – gmina (municipio) w północnym Hondurasie, w departamencie Cortés. W 2010 roku zamieszkana była przez ok. 79,9 tys. mieszkańców. Siedzibą administracyjną jest miasteczko Santa Cruz de Yojoa.

## Położenie
Gmina położona jest w południowej części departamentu. Graniczy z 11 gminami:
- Potrerillos i Santa Rita od północy,
- Victoria, La Libertad i Meámbar od wschodu,
- Taulabé i Las Vegas od południa,
- Santa Bárbara, Ilama, San Francisco de Yojoa i San Antonio de Cortés od zachodu.

## Miejscowości
Według Narodowego Instytutu Statystycznego Hondurasu w 2001 roku na terenie gminy położone były miasteczka i wsie:

- Santa Cruz de Yojoa
- Achiotal
- Agua Azul Rancho
- Agua Azul Sierra
- Buena Vista
- Campo Llano
- Campo Olivo
- Casas Viejas
- Concepción
- Cordoncillo
- El Cacao
- El Chaguitón
- El Edén
- El Jaral
- El Llano
- El Olivar
- El Plan Grande
- El Tigre
- El Zapote
- La Barca
- La Ceiba
- La Ceibita
- La Danta
- La Estribana
- La Guama
- La Jutosa
- La Laguna
- La Quesera
- Las Cañas
- Las Delicias
- Las Marías
- Los Caminos
- Los Mangos
- Los Naranjos
- Montaña de La Reina
- Monte Verde
- Nueva Esperanza
- Oropéndolas
- Peña Blanca
- Pinolapa
- Pueblo Quemado
- San Antonio
- San Isidro
- San José de Balincito
- San Luis de Zacatales
- Santa Elena
- Terreritos de La Libertad
- Victoria
- Yojoa

Dodatkowo na jej obszarze znajdowało się 216 przysiółków.

## Demografia
Według danych honduraskiego Narodowego Instytutu Statystycznego na rok 2010 struktura wiekowa i płciowa ludności w gminie przedstawiała się następująco:
| Wiek                | 0–3   | 4–6   | 7–12   | 13–17 | 18–24 | 25–64  | 65+   | razem  |
| Santa Cruz de Yojoa | 8 461 | 6 795 | 14 625 | 8 688 | 7 180 | 31 355 | 2 753 | 79 858 |
| Mężczyźni           | 4 260 | 3 509 | 7 307  | 4 600 | 3 951 | 14 907 | 1 476 | 40 010 |
| Kobiety             | 4 201 | 3 286 | 7 318  | 4 088 | 3 229 | 16 449 | 1 277 | 39 848 |